# Складчастість нагнітання
Складчастість нагнітання – різновид складчастості течії. Виникає в пластичних шарах, речовина яких переміщається при роздавлюванні в зони зниженого тиску — у замки складок і зони розломів. При русі пластичні шари захоплюють за собою менш пластичні, викликаючи їх розтягання й розлінзування в зонах роздавлювання та складчастість у зонах нагнітання. Нахил складок нагнітання, що утворюються, визначається відносним розташуванням у пачці шарів різної пластичності. Інтенсивність С. н. залежить від величини поперечного роздавлювання, потужності пачки, що роздавлюється, і фіз. властивостей гірських порід. Широко розвинена в докембрійських товщах.

## Різновиди складчастості
| - Атектонічна складчастість - Складчастість платформна - Складчастість течії - Складчастість діапірова - Складчастість постумна - Складчастість гравітаційна - Складчастість брилова - Складчастість голоморфна - Складчастість ідіоморфна - Складчастість дисгармонійна - Складчастість нагнітання - Кулісоподібна складчастість | - Складчастість куполоподібна - Складчастість успадкована - Складчастість конседиментаційна - Кулісоподібна складчастість - Складчастість паралельна - Складчастість накладена - Складчастість головна - Складчастість поперечна - Складчастість проміжна - Складчастість консеквентна - Складчастість бокового тиску |